# Albert Grisar (navegant)
Albert Jean Martin Grisar (Anvers, 26 de setembre de 1870 - Anvers, 15 d'octubre de 1930) va ser un regatista belga que va competir a començaments del segle xx.
El 1920 va prendre part en els Jocs Olímpics d'Anvers, on va guanyar la medalla de bronze en els 8 metres (1919 rating) del programa de vela, a bord de l'Antwerpia V.